# Episodi di One Piece (quindicesima stagione)
Questa lista comprende la quindicesima stagione della serie televisiva anime One Piece, prodotta da Toei Animation, diretta da Kōnosuke Uda e tratta dall'omonimo manga di Eiichirō Oda.
La quindicesima stagione si intitola Saga dell'isola degli uomini-pesce (魚人島編?, Gyojin-tō hen) e raggruppa gli episodi dal 517 al 578. La storia tratta della riunione della ciurma di Cappello di paglia e delle loro vicende sull'isola degli uomini-pesce. I 62 episodi sono stati trasmessi in Giappone su Fuji TV dal 2 ottobre 2011 al 23 dicembre 2012. In Italia la stagione è stata trasmessa su Italia 2 dal 15 aprile 2014, interrompendosi il 2 giugno all'episodio 563. Dopo una pausa di quattro anni, gli episodi rimanenti sono stati trasmessi, in quattro serate, dal 7 al 10 febbraio 2018. L'episodio 542, crossover tra One Piece e Toriko, rimane inedito in italiano.
La sigla di apertura adottata per tutti gli episodi è We Go! (ウィーゴー!?, Wī Gō!) di Hiroshi Kitadani, che nell'edizione italiana viene usata anche come sigla di chiusura.

## Lista episodi
| Nº  | Titolo italiano Giapponese 「Kanji」 - Rōmaji - Traduzione letterale | In onda           | In onda          |
| Nº  | Titolo italiano Giapponese 「Kanji」 - Rōmaji - Traduzione letterale | Giapponese        | Italiano         |
| 517 | Un nuovo capitolo 「新章開幕 再集結! 麦わらの一味」 - Shinshō kaimaku. Saishūketsu! Mugiwara no ichimi – "Inizia un nuovo capitolo. Riunione! La ciurma di Cappello di Paglia" | 2 ottobre 2011    | 15 aprile 2014   |
| 517 | Trascorsi due anni, Rufy saluta gli animali dell'isola e lascia Cennessuno assieme alle Kuja. Zoro raggiunge l'arcipelago Sabaody e fa visita al bar di Shakky dove la trova assieme a Rayleigh. Altrove, Nami scopre che la Marina ha invertito la posizione del suo quartier generale con la base G-1, che si trova dall'altra parte della Linea Rossa, per contrastare gli imperatori e ciò ha incrementato i crimini nell'arcipelago. Mentre Brook tiene il suo ultimo concerto e Sanji saluta i trans formati, Nami rifiuta di sedersi al tavolo di un gruppo di pirati che finge di essere la ciurma di Rufy. Prima che questi la aggrediscano Usop arriva al bar, li intrappola con un Pop Green e, assieme a Nami, lascia il locale che viene colpito da un fulmine da lei evocato. Altrove, Robin semina due agenti del Governo mondiale che la stavano pedinando, mentre Franky raggiunge la Thousand Sunny e Chopper è impaziente di rivedere i suoi compagni. Nel frattempo Rufy si imbatte nella falsa ciurma. |                   |                  |
| 518 | Comincia l'appello 「一触即発! ルフィVSニセルフィ」 - Isshoku sokuhatsu! Rufi VS nise-Rufi – "Situazione esplosiva! Rufy contro il falso Rufy" | 9 ottobre 2011    | 16 aprile 2014   |
| 518 | Al bar di Shakky, Sanji viene informato del fatto che tutti i suoi compagni sono già arrivati all'arcipelago ad eccezione di Robin e Rufy e della protezione fornita da Duval alla Thousand Sunny durante la loro assenza. Intanto Chopper incontra gli altri membri della falsa ciurma di Rufy e li segue credendo si tratti dei suoi amici. Altrove, Black assale Rufy, ma egli evita il colpo e mette fuori combattimento i suoi avversari con l'Ambizione. Nel frattempo Sanji esplora l'arcipelago Sabaody in cerca di cibo ed incontra Zoro che, senza sforzo, ha tagliato in due una nave pirata diretta all'isola degli uomini pesce sulla quale si era imbarcato per sbaglio. |                   |                  |
| 519 | La Marina entra in azione 「海軍出動 狙われた麦わらの一味」 - Kaigun shutsudō. Nerawareta Mugiwara no ichimi – "La Marina si muove. L'obiettivo è la ciurma di Cappello di Paglia" | 16 ottobre 2011   | 18 aprile 2014   |
| 519 | Robin raggiunge finalmente la Sunny dove rivede Franky e lo informa che non ha visto solo Rufy. Intanto, Chopper incontra il resto della falsa ciurma e rimane indignato nello scoprire che essi si rifiutino di andare a salvare Robin. In seguito alla segnalazione della presenza della falsa ciurma di Rufy, Sentomaru e due Pacifista si dirigono verso l'arcipelago Sabaody. Mentre Sanji e Zoro si accingono a tornare alla nave, Usop e Nami si riuniscono a Chopper raccontandogli della falsa ciurma. Altrove, molti pirati entrati a far parte della falsa ciurma si stanno riunendo e vengono avvistati dalla Marina. |                   |                  |
| 520 | La minaccia 「大物集結 ニセ麦わら一味の脅威」 - Ōmono shūketsu. Nise Mugiwara ichimi no kyōi – "Un raduno di grandi. La minaccia della falsa ciurma di Cappello di Paglia" | 23 ottobre 2011   | 19 aprile 2014   |
| 520 | Black, chiede ai pirati di dare la caccia ai veri Rufy, Nami e Usop. Questi ultimi due e Chopper raggiungono la Thousand Sunny dove rivedono Franky che illustra loro i cambiamenti fatti al suo corpo negli ultimi due anni. Mentre Rayleigh e Shakky li mettono al corrente dell'accaduto, i marine arrivano al Sabaodome per arrestare Brook dato che hanno scoperto la sua vera identità. Brook intona un'ultima canzone affermando che Rufy è vivo e poi fugge grazie all'aiuto dei Bellavita Riders. Rayleigh intanto istruisce Nami su come governare una nave rivestita e Shakky fa sapere agli altri dell'arrivo sull'arcipelago di Rufy che, nel frattempo, ha raggiunto il punto di raduno della falsa ciurma. |                   |                  |
| 521 | Pronti a combattere 「戦闘開始! 見せろ修行の成果!」 - Sentō kaishi! Misero shugyō no seika! – "La battaglia ha inizio! Mostrate i risultati dell'allenamento!" | 30 ottobre 2011   | 20 aprile 2014   |
| 521 | Mentre Brook, accompagnato dai Bellavita Riders, si dirige dai compagni, la Thousand Sunny viene portata al Grove 42 e Franky avverte Zoro e Sanji dello spostamento. Al Grove 46 intanto, la Marina attacca i pirati presenti trovandosi, però in difficoltà contro quelli più forti. Albion e Lip Doughty dimostrano grandi abilità combattive mentre Caribou rivela i poteri di un frutto del diavolo Rogia. Intervengono, però alcuni Pacifista che capovolgono la situazione. La falsa ciurma tenta di scappare, ma viene intercettata da Sentomaru che smaschera Black sconfiggendolo con un solo colpo. Mentre il resto della falsa ciurma comincia a fuggire Sentomaru ordina ad un Pacifista di individuare Rufy per arrestarlo. Rufy esce allo scoperto e attaccato dal Pacifista, lo sconfigge con un solo colpo in Gear Second per poi fuggire. Zoro e Sanji lo raggiungono attirati dal fragore e sconfiggono l'altro Pacifista senza sforzo dirigendosi, poi alla nave con Rufy inseguiti dalla Marina. Sulla strada Rufy si ferma perché si accorge della presenza di Rayleigh poco distante. |                   |                  |
| 522 | Partenza per il Nuovo Mondo 「全員集合 ルフィ新世界への船出」 - Zen'in shūgō. Rufi Shin Sekai e no funade – "Tutti riuniti. Rufy parte per il Nuovo Mondo" | 6 novembre 2011   | 21 aprile 2014   |
| 522 | Dopo avere ripensato all'allenamento a cui ha sottoposto Rufy, Rayleigh ferma i marine che stavano inseguendo il capitano, Zoro e Sanji. Anche Perona interviene in aiuto dei tre colpendo un altro gruppo di marine con i suoi fantasmi. Brook arriva alla nave e Chopper fa altrettanto dopo avere recuperato Rufy, Zoro e Sanji con l'aiuto dell'uccello gigante suo amico,. Proprio quando la ciurma finalmente si riunisce, la Thousand Sunny viene attaccata da due navi della Marina che vengono però fermate da Hancock, che posiziona la sua nave sulla traiettoria di tiro. Franky inizia a preparare la nave per l'immersione ed anche Heracles i trans formati, Haredas, gli abitanti di Weatheria e l'uccello gigante aiutano i Pirati di Rufy fermando altri gruppi di marine. Dopo un breve discorso di ringraziamento di Rufy, la ciurma parte alla volta dell'isola degli uomini pesce. |                   |                  |
| 523 | Una scoperta sorprendente 「驚愕の真実 サニー号を守った男」 - Kyōgaku no shinjitsu. Sanī-gō o mamotta otoko – "Una rivelazione scioccante. L'uomo che ha protetto la Sunny" | 13 novembre 2011  | 22 aprile 2014   |
| 523 | All'arcipelago Sabaody, Caribou ordina di seppellire vivi i pirati della finta ciurma di Rufy e parte all'inseguimento di quelli veri. Mentre Rayleigh ricorda il suo primo incontro con Roger, Rufy e la sua ciurma si avventurano nelle profondità oceaniche. Nami spiega ai suoi compagni il funzionamento della bolla che riveste la Sunny e Franky racconta che, dopo la sconfitta di Hacchan e Duval è stato Orso, che appartiene all'Armata rivoluzionaria, a proteggere la nave. Franky rivela inoltre che due anni prima Orso ha mandato volutamente via dall'arcipelago i membri della ciurma per salvarli, spedendoli in luoghi adatti allo specifico allenamento. Successivamente ha accettato che gli venisse annullata la personalità facendosi, però, programmare per un'ultima missione: proteggere la Thousand Sunny fino al ritorno della ciurma. Durante la discesa Usop si accorge che la nave di Caribou li sta seguendo e, poco dopo, questa sperona la Sunny. |                   |                  |
| 524 | Il leggendario mostro marino 「海中の死闘 現れた大海原の悪魔」 - Kaichū no shitō. Arawareta ōunabara no akuma – "Scontro mortale sottomarino. Appare il diavolo dell'oceano" | 20 novembre 2011  | 23 aprile 2014   |
| 524 | Dopo avere speronato la Sunny con la sua nave, Caribou ordina ai suoi uomini di attaccare, ma Momu, che sta trainando la nave pirata, riconosce l'equipaggio e fugge abbandonando Caribou. Dopo che Franky ha legato Caribou, Nami informa il resto della ciurma dei pericoli che presentano le correnti sul fondale oceanico e li invita ad indossare abiti più pesanti. Arrivati di fronte ad un'enorme corrente discendente i pirati si imbattono in un gigantesco kraken. In quel momento la nave di Caribou fa ritorno, ma viene immediatamente fatta a pezzi dal mostro marino. Mentre Franky, Chopper e Robin intervengono per impedire che la Sunny venga distrutta, Rufy, Sanji e Zoro indossano delle bolle che permettono loro di uscire dalla nave per affrontare la creatura. |                   |                  |
| 525 | Dispersi negli abissi 「深海で遭難 逸れた麦わらの一味」 - Shinkai de sōnan. Hagureta Mugiwara no ichimi – "Persi nelle profondità oceaniche. La ciurma di Cappello di Paglia separata" | 27 novembre 2011  | 24 aprile 2014   |
| 525 | Sanji, Zoro e Rufy si battono con il kraken e lo sconfiggono. Tuttavia la creatura, i tre componenti della ciurma al di fuori della Sunny e la nave stessa vengono risucchiati dalla corrente discendente. Brook nota che Caribou si è liberato e Franky lo individua all'interno di un barile, nel quale lo sigilla. Mentre è alla ricerca di Rufy, Sanji e Zoro, la ciurma si trova più volte in difficoltà e Franky è costretto a ricorrere ripetutamente al Coup de Burst per sfuggire ai vari pericoli sacrificando ogni volta una piccola quantità d'aria. Sfuggiti ad un gigantesco pesce i Pirati di Rufy incappano in Wadatsumi che tramortisce il pesce, rimproverandolo di non fare arrabbiare Decken. In quel momento alle spalle di Wadatsumi appare l'Olandese volante. |                   |                  |
| 526 | L'eruzione vulcanica sottomarina 「海底火山噴火! 流されて魚人島」 - Kaitei kazan funka! Nagasarete gyojin-tō – "Eruzione vulcanica sottomarina! Trascinati sull'isola degli uomini-pesce" | 4 dicembre 2011   | 25 aprile 2014   |
| 526 | Decken ordina a Wadatsumi ed al pesce di distruggere la Sunny. Nami ordina a Franky di utilizzare un altro Coup de Burst per scappare, ma egli riferisce di avere finito il carburante. Prima che la nave venga colpita, però, sopraggiunge il kraken assieme ai tre membri della ciurma dispersi, che colpisce Wadatsumi. In quel momento il vulcano nelle vicinanze erutta e tutti si danno alla fuga. Trascinati dal kraken i Pirati di Rufy saltano in una fossa e sfuggono all'eruzione anche grazie all'intervento di Usop. Arrivata a diecimila metri di profondità, la ciurma si rende conto di essere circondata da una luce inusuale ed avvista l'isola degli uomini pesce. Tuttavia la Sunny viene circondata da un gruppo di mostri marini. |                   |                  |
| 527 | Il paradiso subacqueo 「魚人島上陸 うるわしき人魚たち」 - Gyojin-tō jōriku. Uruwashiki ningyo-tachi – "Arrivo all'isola degli uomini-pesce. Le bellissime sirene" | 11 dicembre 2011  | 26 aprile 2014   |
| 527 | I mostri marini sono cavalcati da tre uomini pesce. Uno di essi, Hammond, rimprovera il kraken per avere aiutato degli umani. Il mostro leggendario fugge e, mentre gli uomini pesce chiedono a Rufy di mettere la sua ciurma agli ordini dei nuovi pirati uomini pesce, Nami ordina agli altri di preparare un Coup de Burst anticipando il rifiuto del capitano. Azionato il getto d'aria la Sunny viene catapultata sull'isola degli uomini pesce dove la ciurma rischia di affogare e viene di nuovo separata. Rufy Usop, Sanji e Chopper si risvegliano a casa di Kayme che racconta loro di Hacchan, Pappagu ed altre informazioni sull'isola accompagnandoli poi alla baia delle sirene. Giunti sul posto, Sanji viene travolto dalla commozione alla vista delle bellissime sirene ed afferma di avere realizzato il suo più grande sogno. Nel frattempo Hammond riceve ordine da Hody Jones di catturare Rufy. |                   |                  |
| 528 | Sanji è in pericolo 「興奮爆発! サンジ生命の危機!」 - Kōfun bakuhatsu! Sanji seimei no kiki! – "Stimolazione esplosiva! Sanji in pericolo di vita!" | 18 dicembre 2011  | 27 aprile 2014   |
| 528 | Mentre Nami, Franky e Robin, sopravvissuti al naufragio, si rincontrano da qualche parte sull'isola al covo delle sirene, le sorelle killifish informano gli altri dell'arrivo dei tre figli di Nettuno: Fukaboshi, Manboshi e Ryuboshi. La ciurma così si nasconde, ma Sanji rivela la sua presenza con un'enorme esplosione di sangue dal naso dovuta all'eccitazione di trovarsi in mezzo alle sirene. I soldati circondano la ciurma, così come in un'altra parte dell'isola, fanno con Zoro. Chopper chiede ai presenti se sono disposti a donare il sangue a Sanji, ma i Nuovi pirati uomini pesce, che stavano osservando la scena, escono allo scoperto e rivelano che le trasfusioni fra umani e uomini pesce sono fuorilegge in seguito alla morte di Fisher Tiger per una trasfusione negatagli dagli umani. I Nuovi pirati uomini pesce tentano di catturare Rufy, ma egli li respinge facilmente e fugge insieme ai suoi compagni grazie a Kayme che, nel frattempo, si è impadronita della nave dei principi. Dopo che la ciurma si è allontanata, Fukaboshi rivela alle sirene che non aveva intenzione di fare del male a Rufy, ma di consegnargli un messaggio da parte di Jinbe. |                   |                  |
| 529 | L'isola sarà distrutta? 「魚人島滅亡!? シャーリーの予言」 - Gyojin-tō metsubō!? Shārī no yogen – "L'isola degli uomini-pesce distrutta!? La predizione di Shirley" | 25 dicembre 2011  | 28 aprile 2014   |
| 529 | Rufy e i suoi compagni raggiungono il Mermaid Cafè, dove Sanji riceve una trasfusione da due Trans formati e si riprende. Chopper si accorge che Rufy è stato avvelenato, ma Rufy non riporta nessuna conseguenza in seguito all'immunità sviluppata dopo lo scontro con Magellan. Kayme prima presenta a Rufy ed Usop Shirley, rivelando che ella possiede de poteri di chiaroveggenza e poi li accompagna a fare un giro nei dintorni durante il quale il gruppo si riunisce a Brook e Pappagu. I pirati scoprono qualcosa anche su Decken, che ha corteggiato per anni la principessa sirena Shirahoshi. Mentre Rufy ed i suoi compagni vengono a sapere che l'isola è ora sotto la protezione di Big Mom, Shirley ha una premonizione secondo la quale il pirata distruggerà l'isola degli uomini pesce. |                   |                  |
| 530 | Il re dell'isola degli uomini-pesce 「魚人島の王 海神ネプチューン!」 - Gyojin-tō no ō - Kaishin Nepuchūn! – "Il re dell'isola degli uomini-pesce - Il dio del mare Nettuno!" | 8 gennaio 2012    | 29 aprile 2014   |
| 530 | Una ciurma di pirati umani, capitanata da Gyro, fugge dall'isola spaventata dai nuovi pirati uomini pesce. Gli ufficiali di Hody si offrono di inseguirli, ma questi decide di andare personalmente e prende degli steroidi che amplificano la sua forza. Nel frattempo Rufy ed il suo gruppo si riuniscono a Nami, che riceve in regalo numerosi abiti al negozio di Pappagu. Usciti, i pirati incontrano Nettuno, che li invita al palazzo per ringraziarli di aver salvato lo squalo da compagnia di Shirahoshi dal kraken. Intanto Hody raggiunge i pirati fuggiti e riesce facilmente a fare a pezzi la loro nave, di cui manda i resti in superficie come monito per gli umani. |                   |                  |
| 531 | Nella reggia di Nettuno 「竜宮城! 助けた鮫に連れられて」 - Ryūgū-Jō! Tasuketa same ni tsurerarete – "Il Palazzo del Drago! Portati dallo squalo che hanno salvato" | 15 gennaio 2012   | 30 aprile 2014   |
| 531 | Poco prima dell'incontro di Rufy e i suoi compagni con Nettuno Caribou riesce ad uscire dal barile nel quale era intrappolato e cattura le sirene che lo hanno liberato. Mentre i pirati di Rufy raggiungono il Palazzo del Drago, Fukaboshi viene a sapere della premonizione di Shirley e decide di occuparsi della situazione. Nel frattempo, Nami rivela agli altri che Robin e Franky sono andati a cercare rispettivamente delle informazioni sulle antichità dell'isola degli uomini pesce e la famiglia di Tom, mentre Nettuno spiega che l'ossigeno delle bolle e la luce che illumina l'isola provengono dall'albero Eva. Al Palazzo del Drago i ministri rimproverano Nettuno per avere lasciato la reggia senza scorta e lo informano di avere ricevuto un messaggio da Fukaboshi. Intanto Rufy si separa dal gruppo in cerca di cibo ed entra in una torre dove incontra Shirahoshi, che è gigantesca. |                   |                  |
| 532 | La principessa sirena 「弱虫で泣き虫! 硬殻塔の人魚姫」 - Yowamushi de nakimushi! Kōkakutō no ningyo-hime – "La piagnucolona codarda! La principessa sirena nella torre dal guscio granitico" | 22 gennaio 2012   | 1º maggio 2014   |
| 532 | Decken dichiara che Shirahoshi dovrà accettare la sua proposta di matrimonio oppure morire, ed usando i poteri del frutto Centro Centro, lancia un'ascia verso Shirahoshi. Al Palazzo del Drago i Pirati di Rufy vengono accusati di avere rapito le sirene e di cospirare per distruggere l'isola e viene ordinato alle guardie di catturarli. Nel frattempo Rufy ferma l'ascia lanciata da Decken e così, quando le guardie entrano nella torre, Shirahoshi lo nasconde per riconoscenza. Shirahoshi si presenta a Rufy, gli lascia mangiare il suo cibo e gli racconta che, da dieci anni, si nasconde nella torre per sfuggire a Decken. Shirahoshi dichiara di volere vedere il mondo esterno e Rufy la sprona ad uscire fuori assieme impegnandosi a proteggerla dagli attacchi di Decken. Intanto Nami Usop e Brook sono alle prese con le guardie che riescono a respingere senza problemi e, quando interviene nello scontro Nettuno appare Zoro, liberatosi dalle prigioni, che lo ferma. Intanto sulla Noah Decken si incontra con Hody e i due formano un patto per prendere il controllo dell'isola degli uomini pesce. |                   |                  |
| 533 | I pirati occupano la reggia 「緊急事態発生 占拠された竜宮城」 - Kinkyū jitai hassei - Senkyo sareta Ryūgū-Jō – "Dichiarato lo stato di emergenza - Il Palazzo del Drago viene occupato" | 29 gennaio 2012   | 3 maggio 2014    |
| 533 | Al Palazzo del Drago Nami, Usop, Brook e Zoro riescono a sconfiggere e a catturare le guardie e Nettuno. I principi tornano al palazzo e attraverso l'interfono, parlano con Zoro. Quest'ultimo si accorda con Fukaboshi per il rilascio degli ostaggi e gli vengono comunicati i due messaggi di Jinbe per Rufy, cioè di non affrontare Hody ed aspettare lo stesso Jinbe alla Foresta Marina. Nel frattempo sulla torre cominciano ad abbattersi un gran numero di oggetti non identificati e Nettuno chiede ai Pirati di Rufy di andare a controllare che Shirahoshi stia bene. Brook si reca per primo e, raggiunta la torre, si rende conto che quelli lanciati sul palazzo sono in realtà pirati umani. In quel momento Rufy e Shirahoshi, nascosta dentro alla bocca dello squalo, escono dalla torre. |                   |                  |
| 534 | La principessa è scomparsa 「竜宮城激震! しらほし誘拐事件」 - Ryūgū-Jō gekishin! Shirahoshi yūkai jiken – "Il Palazzo del Drago trema! Il caso del rapimento di Shirahoshi" | 5 febbraio 2012   | 4 maggio 2014    |
| 534 | A sud est dell'isola Franky chiede aiuto a Den per ritrovare la Sunny mentre Shirahoshi e Rufy si allontanano dal Palazzo del Drago. Qualche ora prima, presso la Noah, Hacchan cerca di dissuadere Hody e i suoi, ma viene prima accoltellato e poi colpito con numerose frecce da Decken. Successivamente i pirati mettono in atto il loro piano ed usano i poteri di Decken per lanciare degli umani dentro il palazzo e farsi aprire il cancello. Alla collina dei coralli, dopo avere sconfitto le guardie, Sanji e Chopper trovano Hacchan gravemente ferito che li avverte dell'imminente attacco di Hody. Al Palazzo del Drago i pirati umani cercano di aprire l'ingresso, ma si trovano davanti la ciurma di Cappello di Paglia. Nel frattempo Rufy e Shirahoshi proseguono verso la foresta del mare dove si trova la tomba della regina Otohime. Intanto, nella foresta, Jinbe rende omaggio ad Otohime. |                   |                  |
| 535 | Accuse infondate 「ホーディ襲来 復讐計画の始まり」 - Hōdi shūrai - Fukushū keikaku no hajimar – "L'irruzione di Hody - Il piano per la vendetta ha inizio" | 12 febbraio 2012  | 5 maggio 2014    |
| 535 | Mentre si sta dirigendo verso la foresta del mare Robin viene fermata dalle guardie del regno che vogliono arrestarla, ma la ragazza se ne libera facilmente e prosegue alla ricerca del Poignee Griffe. Al Palazzo del Drago, dopo che la ciurma di Rufy ha sconfitto i pirati umani lanciati da Decken, Nettuno accusa il pirata di aver rapito Shirahoshi, ma i suoi compagni negano qualsiasi responsabilità. Intanto Franky ritrova la Sunny nella foresta del mare e Den accetta di ricoprirla nuovamente. Hody, Decken ed i loro uomini arrivano al Palazzo del Drago, dove vengono a sapere della scomparsa di Shirahoshi. Decken parte dunque all'inseguimento di Shirahoshi a cavallo di un corallo, che la raggiungerà ovunque Shirahoshi si trovi grazie al potere del frutto del diavolo Centro Centro, affermando di preferirla morta piuttosto che assieme ad altri. |                   |                  |
| 536 | Guerra a palazzo 「竜宮城の決戦! ゾロVSホーディ」 - Ryūgū-Jō no kessen! Zoro VS Hōdi – "La battaglia decisiva del Palazzo del Drago! Zoro contro Hody" | 19 febbraio 2012  | 6 maggio 2014    |
| 536 | Al Palazzo del Drago, Hody distrugge una colonna per allagarlo, poi comincia a colpire tutti i presenti scagliando gocce d'acqua potenti come frecce, così come faceva Arlong. Mentre Nami si allontana insieme a Kayme, Zoro e gli altri liberano i prigionieri. Zoro chiede a Nettuno di portare in salvo i compagni mentre affronta Hody per impedirgli di inseguirli. Intanto Robin giunge alla foresta del mare avventurandosi in una zona proibita agli estranei. Nel frattempo alla collina dei coralli, la popolazione imbraccia le armi contro Sanji e Chopper accusandoli del rapimento delle sirene. Sul posto giunge anche Rufy che si ricongiunge ai compagni e constata le condizioni di Hacchan, ma subito dopo, lo squalo sputa Shirahoshi. |                   |                  |
| 537 | La proposta di matrimonio 「しらほしを守れ デッケンの追撃」 - Shirahoshi o mamore - Dekken no tsuigeki – "Proteggere Shirahoshi - L'inseguimento di Decken" | 26 febbraio 2012  | 7 maggio 2014    |
| 537 | Rufy viene accusato del rapimento di Shirahoshi e legato insieme ad Hacchan ed i suoi compagni. Decken giunge subito sul posto e chiede a Shirahoshi di sposarlo, ma lei rifiuta; l'uomo cerca così di ucciderla, ma viene fermato da Rufy che riesce a metterlo al tappeto nonostante sia legato. Shirahoshi slega Rufy ed i due sfuggono alla folla insieme allo squalo, Sanji, Chopper ed Hacchan, ma vengono intercettati da Wadatsumi. Rufy interviene nuovamente e lo colpisce approfittandone per allontanarsi. Al Palazzo del Drago intanto, Zoro riesce a sconfiggere Hody con un solo colpo di spada. |                   |                  |
| 538 | Pericolo per il regno 「一味敗北!? ホーディ竜宮城制圧」 - Ichimi haiboku!? Hōdi Ryūgū-Jō seiatsu – "La ciurma viene sconfitta!? Hody si impadronisce del Palazzo del Drago" | 4 marzo 2012      | 8 maggio 2014    |
| 538 | I nuovi pirati uomini pesce assumono gli Energy Steroid e partono all'attacco. Nettuno crea una forte corrente riuscendo a fare fuggire i suoi uomini dal palazzo, ma venendo poi catturato insieme ai Pirati di Rufy da Hody, ripresosi dopo avere assunto steroidi. Intanto Rufy e gli altri raggiungono la foresta del mare riunendosi a Jinbe, Franky, Den, Nami e Kayme. Dopo le presentazioni e superato lo shock di tutti alla vista di Shirahoshi al di fuori delle mura della torre, Jinbe confessa di essere responsabile delle azioni che i Pirati di Arlong hanno compiuto nel mare orientale. |                   |                  |
| 539 | Nami e gli uomini-pesce 「蘇る因縁! ナミと魚人海賊団!」 - Yomigaeru innen! Nami to gyojin kaizoku-dan! – "Il destino risorto! Nami e la ciurma dei pirati uomini-pesce!" | 18 marzo 2012     | 9 maggio 2014    |
| 539 | Mentre Robin continua ad esplorare la foresta del mare ed i soldati fuggono dal Palazzo del Drago per ricongiungersi ai principi in tutta l'isola i nuovi pirati uomini pesce costringono i cittadini a praticare il fumi-e sull'immagine di Otohime. I principi arrivano nel quartiere dei mulini a nord dove c'è Sbam e si rendono conto di quanto sta accadendo. Nel frattempo Caribou approfitta della confusione per continuare a rapire sirene e progetta di rapire Shirahoshi. Alla foresta del mare intanto, Sanji spiega a Jinbe che Nami ha sofferto molto a causa di Arlong. Nami dice che, pur non avendo intenzione di perdonare Arlong, prima di arrivare alle Sabaody due anni prima non immaginava che gli uomini pesce fossero stati perseguitati, non riuscendo a credere ai suoi occhi quando si rese conto che Arlong Park era stato costruito sul modello di Sabaody Park, il sogno nascosto di Arlong e gli altri. Hacchan e Den spiegano che in passato gli uomini pesce erano considerati alla stregua di comuni pesci e, nonostante il riconoscimento del Governo Mondiale e la protezione dell'isola da parte di Barbabianca, ancora oggi molti umani li disprezzano. Jinbe inizia, così a raccontare di Otohime e Fisher Tiger, le due persone che cercarono di rivoluzionare in modi differenti le relazioni fra umani ed uomini pesce. |                   |                  |
| 540 | I paladini degli uomini-pesce 「奴隷解放の英雄 冒険家タイガー」 - Dorei kaihō no eiyū - Bōkenka Taigā – "L'eroe dell'emancipazione degli schiavi - Tiger l'avventuriero" | 25 marzo 2012     | 10 maggio 2014   |
| 540 | Jinbe racconta di quando, sedici anni prima, Otohime si prodigava per riconciliare uomini pesce ed umani raccogliendo firme fra la popolazione per chiedere al prossimo Reverie di vivere in superficie con gli umani. Nel frattempo, con la partenza di Tiger, gli abitanti del quartiere degli uomini pesce avevano preso strade diverse: alcuni come Jinbe erano entrati nell'esercito di Nettuno e altri come Arlong avevano formato bande fuorilegge che cacciavano gli umani presenti sull'isola. Un giorno, Tiger ritornò comunicando a Nettuno ed Otohime di volere liberare gli schiavi. Tiger scalò la Linea Rossa e diede alle fiamme Marijoa liberando migliaia di schiavi di ogni razza. Ritenuto pericoloso a livello mondiale, con il suo carisma riunì gli abitanti del quartiere degli uomini pesce e gli schiavi liberati marchiandoli tutti per non fare distinzioni e formando i Pirati del Sole. |                   |                  |
| 541 | Una trappola per catturare Tiger 「黄猿登場! タイガーを狙う罠!」 - Kizaru tōjō! Taigā o nerau wana! – "Appare Kizaru! Trappola mirata a Tiger!" | 1º aprile 2012    | 11 maggio 2014   |
| 541 | Jinbe continua a raccontare di Otohime e Fisher Tiger. Mentre Otohime cercava disperatamente di raccogliere firme per la sua proposta, i pirati del Sole si facevano un nome arrivando alle orecchie del vice ammiraglio Borsalino (Kizaru). Tre anni dopo l'attacco di Tiger a Marijoa, la ciurma si imbatté in Koala, una bambina ex-schiava, sfuggita ai Draghi Celesti, ma finita lontana da casa. Tiger decise di portarla sulla sua isola, ma, insieme agli altri, si accorse presto che la bambina, traumatizzata dal suo passato, si comportava ancora come una schiava, non piangendo o lamentandosi mai. Tiger decise, quindi, di coprire il suo marchio con il simbolo dei pirati del Sole mostrandole come loro fossero diversi dai Draghi Celesti e ricordando a tutti che non sono assassini o vendicatori. Koala scoppiò, così, in un pianto liberatorio. |                   |                  |
| 542 | 「チーム結成! チョッパーを救え」 - Chīmu kessei! Choppā o sukue – "Squadra di soccorso! Salvare Chopper" | 8 aprile 2012     | inedito          |
| 542 | Speciale crossover tra One Piece e Toriko. |                   |                  |
| 543 | Addio, nostro eroe! 「英雄の最期 タイガー衝撃の真実」 - Eiyū no saigo - Taigā shōgeki no shinjitsu – "La morte di un eroe - L'impatto della verità di Tiger" | 15 aprile 2012    | 12 maggio 2014   |
| 543 | I pirati del Sole, dopo varie vicissitudini, trovarono un Eternal Pose per l'isola natale di Koala. Durante il viaggio, chiedendo a Koala, Jinbe capì che la fonte dell'odio degli umani verso di loro era, probabilmente, la paura dell'ignoto e cominciò a chiedersi se Otohime non avesse ragione. Raggiunta l'isola, Koala, ormai diventata una normale bambina, ringraziò i pirati dicendo che avrebbe raccontato al suo villaggio che esistono uomini-pesce buoni. Accompagnata da Tiger, si ricongiunse a sua madre, ma, sulla via del ritorno, l'uomo-pesce si ritrovò circondato dalla Marina con a capo l'allora Contrammiraglio Strawberry. Il marine spiegò che furono avvisati dell'arrivo di Tiger sull'isola e ottennero la collaborazione della popolazione ignorando in cambio la presenza di una ex-schiava come Koala sull'isola. Delle navi della Marina, nel frattempo, attaccarono il veliero dei pirati del Sole affondandolo. Alla fine della battaglia, Jinbe riuscì a trarre in salvo Tiger e a portarlo su una nave della Marina catturata da Arlong. Nel tentativo di salvargli la vita, il medico dei pirati Aladin cercò di fare una trasfusione al capitano utilizzando il sangue presente sulla nave, l'unico compatibile, ma egli lo rifiutò, non volendo essere salvato da sangue umano. Tiger confessò in lacrime di essere stato, in passato, uno schiavo e di pensare che l'idea di Otohime fosse quella giusta, ma di non riuscire ad amare gli umani per quello che gli avevano fatto, poi spirò. |                   |                  |
| 544 | I pirati del Sole si dividono 「海賊団分裂 ジンベエVSアーロン」 - Kaizoku-dan bunretsu - Jinbē VS Āron – "La ciurma pirata si divide - Jinbe contro Arlong" | 22 aprile 2012    | 13 maggio 2014   |
| 544 | Arlong, sconvolto per la morte di Tiger, tornò sull'isola di Koala con l'intento di ucciderne tutti gli abitanti, ma venne catturato da Kizaru. Quando venne interrogato, il pirata mentì sulla fine di Fisher Tiger asserendo che fosse morto a causa di una trasfusione negata dagli umani. Jinbe, nel frattempo, diventò il nuovo capitano dei pirati del Sole, venendo soprannominato "Il cavaliere del mare", e scrisse alla famiglia reale per informarli su quanto fosse realmente accaduto a Tiger. Sull'isola degli uomini-pesce, nonostante gli sforzi di Otohime, la situazione sembrò peggiorare e anche chi aveva scelto di firmare per la causa della regina, chiese che la propria firma fosse ritirata. Jinbe, intanto, ricevette la proposta di entrare nella Flotta dei 7 e accettò per ottenere la grazia per gli ex-schiavi della sua ciurma e migliorare il rapporto degli uomini-pesce con il Governo mondiale. Anche Arlong venne liberato da Impel Down, ma si rifiutò di seguire Jinbe. Avvertì Jinbe che, se non lo avesse ucciso, avrebbe scatenato sugli umani la sua ira, ma questi non se la sentì di togliere la vita a un suo vecchio amico. Arlong ricostituì, così, i pirati di Arlong e anche i pirati di Macro lasciarono i pirati del Sole. |                   |                  |
| 545 | L'arrivo del Drago Celeste 「揺れる魚人島! 漂着した天竜人」 - Yureru gyojin-tō! Hyōchakushita Tenryūbito – "L'isola degli uomini-pesce trema! Lo sbarco di un Drago Celeste" | 29 aprile 2012    | 14 maggio 2014   |
| 545 | Gli ex-schiavi che facevano parte dei pirati del Sole fecero finalmente ritorno a casa grazie all'entrata di Jinbe nella Flotta dei Sette. Alcuni, però, come Aladdin, decisero di rimanere nella ciurma. Un giorno, sull'isola degli uomini-pesce, fece naufragio la nave del Drago Celeste San Miosgard. Il Nobile mondiale si era diretto verso l'isola degli uomini-pesce nel tentativo di catturare i suoi schiavi fuggiti, ma la sua nave venne attaccata dai mostri marini e Miosgard fu l'unico sopravvissuto. Miosgard sbraitò agli astanti di curarlo e portargli una maschera per non respirare la loro stessa aria e ordinò che i suoi ex-schiavi facessero ritorno con lui in superficie. Questi ultimi, però, pieni di rancore, progettarono, invece, di ucciderlo insabbiando la faccenda come un incidente grazie all'aiuto della popolazione. Otohime, giunta sul posto, si frappose salvando la vita al Drago Celeste, convincendo poi i presenti a non ucciderlo. Miosgard ne approfittò per prendere la regina in ostaggio, ma ciò causò il risveglio del potere di Shirahoshi: numerosi Re del Mare vennero richiamati facendo svenire il Nobile nello sbigottimento generale. Vander Decken, presente sul posto, riconobbe il leggendario potere delle principesse sirene ricercato dai suoi antenati e decise di dover sposare Shirahoshi per poterlo controllare. I Re del Mare si dileguarono velocemente come erano arrivati e Aladdin decise di curare il Drago Celeste su richiesta della regina. Alcune settimane dopo, Miosgard si apprestava a lasciare l'isola, guarito e con una nuova nave, minacciando gli uomini-pesce per avergli puntato una pistola contro; Otohime decise di andare con lui per parlare del suo progetto ai Nobili mondiali nonostante i pareri contrari di tutti. |                   |                  |
| 546 | Una tragedia inaspettata 「突然の悲劇! 未来を閉ざす凶弾」 - Totsuzen no higeki! Mirai o tozasu kyōdan – "Una tragedia inaspettata! Il proiettile di un assassino distrugge il futuro" | 6 maggio 2012     | 15 maggio 2014   |
| 546 | Una settimana dopo la sua partenza, Otohime tornò sull'isola degli uomini-pesce con una lettera firmata da un Drago Celeste che appoggiava la petizione della regina. Gli abitanti, pur non fidandosi degli umani, decisero di avere fiducia in Otohime e cominciarono a essere depositate numerose firme per la petizione. Otohime, intanto, spiegò ai prìncipi del potere di Shirahoshi di controllare i Re del Mare e chiese loro di proteggere la sorella perché non usi inconsapevolmente il suo potere distruggendo l'isola in seguito a uno shock. Tempo dopo, qualcuno diede alle fiamme le scatole contenenti i fogli delle firme e nel caos che si scatenò, Otohime venne colpita da un proiettile. Mentre i prìncipi accorsero dalla madre, Vander Decken ne approfittò per toccare Shirahoshi e memorizzarla come bersaglio. Fukaboshi giurò vendetta alla madre, ma lei gli chiese di non provare rancore verso l'assassino. La principessa sirena, vedendo la madre morente, cominciò a richiamare i Re del Mare, ma i prìncipi Ryuuboshi e Manboshi, in lacrime, la distrassero con i comportamenti buffi che, in seguito, diventeranno la loro caratteristica. Fukaboshi rassicurò la madre che proteggeranno la loro sorella e raccoglieranno nuovamente le firme, poi, dopo avere unito il suo mignolo a quello dei figli come faceva per siglare ogni promessa, Otohime morì. |                   |                  |
| 547 | Ritorno al presente 「再び現在へ! 動き出すホーディ」 - Futatabi genzai e! Ugokidasu Hōdi – "Ritorno al presente! Hody si muove" | 13 maggio 2012    | 16 maggio 2014   |
| 547 | Hody trovò l'assassino di Otohime e lo uccise. Jinbe accorse sul posto e, constatato che fosse un pirata umano, ordinò di nascondere il corpo per evitare che la popolazione venisse influenzata. Hody lo ignorò e mostrò il pirata alla popolazione suscitando lo sconcerto generale. Nettuno si chiuse nella torre Kokaku per sfogare la sua rabbia. Alcuni giorni dopo, ne uscì, finalmente calmatosi, per partecipare al funerale della moglie. Shirahoshi gli disse che continuava a ricevere lettere da Vander Decken e il re ordinò ai figli di restare al sicuro nel castello. Durante i funerali della regina, Fukaboshi parlò alla popolazione tramite un monitor e disse che intendeva continuare il progetto della madre raccogliendo le firme da zero e aspettando che passasse abbastanza tempo perché la gente fosse disposta di nuovo a migrare. Jinbe finisce di raccontare e chiede scusa a Nami, pronto ad assumersi tutte le responsabilità, ma la ragazza gli dice che odia solamente Arlong e non prova alcun rancore verso gli uomini-pesce. I presenti si accorgono che Rufy stava dormendo e, svegliatosi, si rendono conto che non ha sentito nulla. Jinbe fa il punto della situazione ed Hachi avverte tutti che l'obiettivo di Hody non è solo impedire la migrazione della popolazione. In quel momento, un lumacofono comincia a proiettare un messaggio di Hody. |                   |                  |
| 548 | Il regno trema 「王国激震 ネプチューン処刑指令」 - Ōkoku gekishin - Nepuchūn shokei shirei – "Il regno trema - L'ordine di giustiziare Nettuno" | 20 maggio 2012    | 17 maggio 2014   |
| 548 | Hody comincia il suo discorso annunciando che qualunque uomo-pesce simpatizzante degli umani dovrà lasciare l'isola o verrà perseguito come un traditore. Hody annuncia, poi, che entro tre ore giustizierà Nettuno e che ucciderà tutti coloro che hanno firmato la petizione di Otohime. Infine, l'uomo-pesce si rivolge a Rufy mostrandogli di avere catturato Usop, Zoro e Brook e dichiarando di volerne fare degli esempi affogandoli. Mentre Robin si interroga sull'identità dell'autore delle scritte sul Poignee Griffe nella Foresta Marina, Jinbe impedisce a Shirahoshi e Rufy di accorrere in soccorso dei loro cari. L'ex-membro della Flotta dei Sette spiega che il vero obiettivo di Hody è uccidere Shirahoshi in modo che non possa utilizzare la sua abilità di richiamare i Re del Mare e che non è il caso che sia un umano a sconfiggere Jones poiché questo allontanerebbe ancora umani e uomini-pesce. Rufy, tuttavia, insiste nel voler andare e Jinbe si trova costretto ad affrontarlo. |                   |                  |
| 549 | Rubber contro Jinbei 「生じた亀裂! ルフィVSジンベエ」 - Shōjita kiretsu! Rufi VS Jinbē – "Si crea una crepa! Rufy contro Jinbe" | 27 maggio 2012    | 18 maggio 2014   |
| 549 | Al Palazzo del Drago, Brook dimostra di avere imparato a separare l'anima dal corpo acquisendo, così, la capacità di passare attraverso i muri. Rufy e Jinbe, intanto, cominciano a lottare, ma vengono interrotti da Robin che a sua volta dimostra di saper far "fiorire" anche il suo intero corpo. Alla città dei mulini, i prìncipi sconfiggono e catturano Sbam e i suoi tirapiedi dirigendosi, poi, verso piazza Gyoncorde per fermare l'esecuzione di Nettuno. Hody, dopo avere assunto altre droghe per resistere al dolore della ferita inflittagli da Zoro, si dirige anch'egli insieme a tutti i suoi uomini verso la piazza. Brook, nel frattempo, trova Pappagu e gli chiede di portare una spada a Zoro perché si possano liberare, ma il suo aspetto da fantasma terrorizza la stella marina. Alla Foresta Marina, Sanji spiega a Jinbe le loro motivazioni per combattere Hody e i suoi uomini, ma l'uomo-pesce è ancora contrario. |                   |                  |
| 550 | Il cambiamento 「ホーディの異変! 凶薬の真の力」 - Hōdi no ihen! Kyōyaku no shin no chikara – "L'incidente di Hody! Il vero potere della droga del male" | 3 giugno 2012     | 19 maggio 2014   |
| 550 | Nelle varie zone dell'isola, gli ufficiali di Hody danno prova della loro forza sbaragliando chi si oppone a loro per poi dirigersi verso piazza Gyoncorde. Intanto, alla Foresta Marina, Jinbe e Rufy continuano a litigare su chi debba agire. I prìncipi, nel frattempo, discutono su quanto sta accadendo e continuano a dirigersi verso la piazza. Contemporaneamente, Hody, che ha continuato ad assumere droghe per resistere al dolore della ferita inflittagli da Zoro, subisce una metamorfosi a causa di un'overdose. |                   |                  |
| 551 | La battaglia decisiva 「決戦始まる ギョンコルド広場」 - Kessen hajimaru - Gyonkorudo hiroba – "La battaglia decisiva ha inizio - A piazza Gyoncorde" | 10 giugno 2012    | 20 maggio 2014   |
| 551 | Nel quartiere degli uomini-pesce, Decken si dispera per il rifiuto di Shirahoshi e sostiene di avere un'idea per spazzar via la principessa e Rufy. Intanto, Hody e i suoi uomini raggiungono piazza Gyoncorde sbaragliando i soldati che tentano di fermarli grazie all'aiuto dei mostri marini a loro asserviti. Alla Foresta Marina, Jinbe, Shirahoshi e Megalo partono per la piazza senza che nessuno li fermi. I prìncipi giungono sul luogo dell'esecuzione e sconfiggono i mostri marini, tuttavia, gli ufficiali di Hody, dopo avere assunto gli Energy Steroid, a loro volta li sconfiggono facilmente. |                   |                  |
| 552 | La confessione 「衝撃の告白 オトヒメ暗殺の真実」 - Shōgeki no kokuhaku - Otohime ansatsu no shinjitsu – "Una confessione scioccante - La verità sull'assassinio di Otohime" | 17 giugno 2012    | 21 maggio 2014   |
| 552 | Shirahoshi cade in una trappola tesa dai subordinati di Hody e si fa catturare con Jinbe e Megalo. I tre vengono incatenati e portati in piazza Gyoncorde dove, nel frattempo, i tre prìncipi sono stati incatenati a fianco di re Nettuno. In piazza si radunano 70.000 uomini-pesce e 30.000 schiavi umani pronti a combattere per Hody contro chiunque voglia sfidarlo. Madame Shirley, giunta insieme a molti altri abitanti, dice a Hody che, secondo la sua premonizione, non sarà lui a causare la distruzione dell'isola degli uomini-pesce. Hody, infuriato, la colpisce ribattendo che anche il nome del fratello della sirena, Arlong, non gli serva più a nulla perché pensa di essere l'unico destinato a distruggere e ricostruire il regno dell'isola. In un delirio di potenza, Hody rivela di essere il vero assassino della regina Otohime avendo ingannato tutti e dando inizio al suo piano. Quando, poi, si rivolge a Shirahoshi per torturarla con l'amara verità, la sirena risponde di esserne già a conoscenza. Nel frattempo, Vander Decken tocca la gigantesca arca Noah presente nel distretto degli uomini-pesce iniziando a scagliarla verso Shirahoshi per spazzarla via insieme a tutta l'isola. |                   |                  |
| 553 | Tempismo perfetto 「しらほしの涙! ルフィ遂に登場」 - Shirahoshi no namida! Rufi tsuini tōjō – "Le lacrime di Shirahoshi! Finalmente appare Rufy" | 24 giugno 2012    | 22 maggio 2014   |
| 553 | Shirahoshi rivela di avere saputo di Hody da Megalo, che lo aveva visto sparare a Otohime, ma di non avere detto nulla perché altrimenti le persone avrebbero odiato l'uomo-pesce contravvenendo all'ultimo desiderio della regina di non odiare il suo assassino. Hody deride Shirahoshi dicendole che, facendo così, gli ha permesso di attuare il suo colpo di stato e si prepara a giustiziare Nettuno. La popolazione, che assiste dall'alto, ormai in preda alla disperazione, si ritrova a chiedere a gran voce l'arrivo di Cappello di Paglia preferendo la distruzione dell'isola predetta da Madame Shirley al regno di Hody. Quando l'uomo-pesce sta per giustiziare il re, Shirahoshi chiede l'aiuto di Rufy che viene vomitato da Megalo e scaraventa via Hody. Il resto della ciurma giunge con la Thousand Sunny mentre Nami e Robin, grazie alle loro abilità, recuperano la lettera dei Draghi Celesti e liberano Jinbe, Megalo e la famiglia reale. Whally porta in salvo i prìncipi e il re mentre la popolazione chiede a Cappello di Paglia se è un amico o un nemico. Rufy risponde che dovranno deciderlo loro. |                   |                  |
| 554 | Il grande scontro 「大激突! 麦わら一味VS10万の敵」 - Dai gekitotsu! Mugiwara ichimi VS jūman no teki – "Un grande scontro! La ciurma di Cappello di Paglia contro centomila nemici" | 1º luglio 2012    | 23 maggio 2014   |
| 554 | Jinbe spiega di avere concordato con Rufy un piano, così da poter recuperare la lettera dei Draghi Celesti e trarre in salvo la famiglia reale prima di iniziare gli scontri. Perciò, mentre Jinbe si faceva catturare per far sì che lui e Megalo (con Rufy, Nami e Robin in bocca) arrivassero in piazza, gli altri sarebbero andati a recuperare i membri della ciurma imprigionati, nel frattempo liberatisi grazie all'aiuto di Pappagu. Al presente, Jinbe e la ciurma di Cappello di Paglia lodano il coraggio di Shirahoshi che ha saputo non provare rancore verso Hody e gli umani, ma vengono interrotti dall'uomo pesce che rivela di voler sterminare i partecipanti al reverie per instillare il terrore negli umani e dimostrare la superiorità della sua razza diventando anche il Re dei pirati. Tutti i centomila fuorilegge al servizio di Hody si scagliano contro la ciurma, ma Rufy utilizza l'Ambizione Haou-shoku tramortendo la metà degli aggressori nello stupore e sconcerto generale. Indispettito dalle affermazioni di Hody, Cappello di Paglia afferma che sarà lui il Re dei pirati. |                   |                  |
| 555 | Nuove abilità 「大技炸裂! ゾロ・サンジ出撃!」 - Ōwaza sakuretsu! Zoro Sanji shutsugeki! – "L'esplosione della tecnica! Zoro e Sanji si muovono!" | 8 luglio 2012     | 24 maggio 2014   |
| 555 | La ciurma inizia a battersi con i restanti 50.000 nemici. Franky propone di sperimentare le due nuove armi segrete della Sunny e sale a bordo con Nami, Usop e Chopper. Jinbe si mette a difesa di Shirahoshi riuscendo a contrastare con facilità gli attacchi a distanza di Hody. Zoro e Sanji mostrano i risultati dei loro allenamenti: lo spadaccino sfodera una versione migliorata del Tornado del Drago che crea un vero e proprio tornado di tagli che continua a muoversi e colpire i nemici tagliando facilmente anche l'acciaio e sbaragliando la squadra gusci di ferro; il cuoco dimostra di avere imparato a volare come faceva il CP9 con il Geppou riuscendo a schivare gli attacchi della squadra ricci di mare e colpendo i nemici che volavano verso Shirahoshi usando le bolle. Rufy, nel frattempo, si prepara ad affrontare Hody. |                   |                  |
| 556 | Le armi segrete 「初披露! サニー号の秘密兵器!」 - Hatsu hirō! Sanī-gō no himitsu heiki! – "Svelate! Le armi segrete della Sunny!" | 15 luglio 2012    | 25 maggio 2014   |
| 556 | Mentre Brook e Robin sfoggiano nuove tecniche sbaragliando i loro avversari, Franky mostra a Nami, Usop, Chopper e Pappagu di avere modificato il Soldier Dock System. Sono stati aggiunti il numero 5 e 6 al posto dello 0 e sono state inserite due nuove armi nel 4, prima vuoto, e nel 5. Franky esce dal numero 4 in sella a una moto corazzata che ricorda un rinoceronte travolgendo i nemici. Gli altri escono su un carro armato dalle sembianze di un dinosauro facendo fuoco sui nemici. Indispettito, Hody richiama il Kraken Seppy ordinandogli di uccidere i suoi nemici, ma il mostro si imbatte in Rufy che lo convince a passare dalla sua parte e gli chiede di proteggere Shirahoshi. |                   |                  |
| 557 | Il pirata di ferro 「鉄の海賊! フランキー将軍登場」 - Aian pairētsu! Furankī Shōgun tōjō – "Il pirata di ferro! Appare il Generale Franky" | 29 luglio 2012    | 26 maggio 2014   |
| 557 | Daruma inizia a scavare tunnel sotto la piazza facendo crollare il terreno sotto il carro armato capitanato da Chopper. Anche Franky ci finisce dentro, ma ne approfitta per combinare i due mezzi in un robot monoposto con cui inizia a combattere. Usop, Chopper e Nami, rimasti fuori, iniziano a combattere separatamente: la navigatrice sfodera la nuova arte del Sorcery Clima-Tact, Usop utilizza i Pop Greens e Chopper stana Daruma dal terreno utilizzando il nuovo Horn Point. Hody minaccia il Kraken di uccidere i suoi fratelli al polo nord e il mostro si trova costretto a ubbidirgli stritolando Shirahoshi, ma Rufy lo rassicura che lo aiuterà a proteggerli e Seppy torna a difenderla. Rufy si dirige, furioso, verso Hody e, mentre Zoro e Sanji tengono occupati rispettivamente Sbam e Ikaros, lui colpisce l'uomo-pesce. Nel frattempo, l'arca Noah arriva in vista dell'isola degli uomini-pesce. |                   |                  |
| 558 | L'antica arca 「ノア接近! 魚人島壊滅の危機!」 - Noa sekkin! Gyojin-tō kaimetsu no kiki! – "La Noah si avvicina! La crisi della distruzione dell'isola degli uomini-pesce!" | 5 agosto 2012     | 27 maggio 2014   |
| 558 | Nettuno è sconcertato in quanto l'arca Noah è stata mossa poiché, a suo dire, non doveva essere fatto fino al "fatidico giorno". Nel frattempo, nella piazza, Rufy combatte contro Hody dimostrando di essere nettamente superiore, ma l'uomo-pesce si rivela particolarmente resistente. L'arca arriva sopra la piazza suscitando il terrore di tutti; Wadatsumi scivola dall'arca e cade sulla piazza mentre Decken, ancora su di essa, proclama di voler distruggere l'intera isola per uccidere Shirahoshi abbandonando persino Wadatsumi al suo destino. La principessa sirena si allontana dalla piazza per evitare la catastrofe fuggendo nell'oceano, inseguita da Decken sull'arca. Hody, infuriato per il tradimento dell'alleato, utilizza una delle catene che pendono dall'arca per salire su di essa. Anche Rufy, dopo avere ricevuto da Jinbe un corallo per creare bolle, si prepara a lanciarsi verso l'arca. |                   |                  |
| 559 | La principessa è in pericolo 「急げルフィ! しらほし絶対絶命」 - Isoge Rufi! Shirahoshi zettai zetsumei – "Sbrigati, Rufy! La situazione disperata di Shirahoshi" | 12 agosto 2012    | 28 maggio 2014   |
| 559 | Alcuni abitanti dell'isola cercano disperatamente di rallentare l'arca tirando tutti insieme una delle catene che pendono dalla Noah, ma non sortiscono il minimo effetto e vengono colpiti da Hody, infastidito da loro. Rufy, intanto, viene lanciato da Sanji su un'altra delle catene, ma Shirahoshi, che, attraverso il condotto che porta al Palazzo del Drago, raggiunge l'oceano, fa sì che l'arca si sposti anch'essa nel mare costringendo il pirata a entrare in una bolla creata con il corallo. Hody raggiunge Cappello di Paglia e fa esplodere la sua bolla facendolo quasi annegare, ma il ragazzo viene salvato da Fukaboshi, giunto a dargli manforte, che crea un'altra bolla per lui. Hody monta una lama sulla sua pinna dorsale e cerca di colpire i due. Decken, rifiutato per l'ennesima volta da Shirahoshi, tenta di ucciderla, ma viene fermato da Ryuuboshi e Manboshi, arrivati per proteggere la sorella. I due tritoni suggeriscono alla principessa sirena di dirigersi verso l'alto per impedire che l'arca venga danneggiata, così come vuole loro padre, coprendole la fuga. Fukaboshi e Rufy, evitando gli attacchi di Hody, giungono vicino all'arca e l'uomo-pesce decide di dirigersi su di essa prima di occuparsi dei due. Rufy chiede a Fukaboshi di portarlo lì, ma il tritone gli dice di avere un piano migliore. Sull'arca, Decken viene raggiunto da Hody che lo trafigge con il suo tridente tentando di ucciderlo. |                   |                  |
| 560 | Tradimenti 「戦闘開始! ルフィVSホーディ!」 - Sentō kaishi! Rufi VS Hōdi! – "La battaglia ha inizio! Rufy contro Hody!" | 19 agosto 2012    | 29 maggio 2014   |
| 560 | Hody sconfigge Decken lasciandolo poi a morire sull'arca, così che, con la sua morte, la Noah precipiti sull'isola uccidendo la ciurma di Cappello di Paglia, ma risparmiando il distretto degli uomini-pesce. Si dirige, poi, verso Shirahoshi per ucciderla, ma viene fermato da Rufy, arrivato con Fukaboshi. Nella piazza, intanto, Zeo inganna Wadatsumi convincendolo a farlo combattere per loro e gli dà un Energy Steroid. L'Umibozu sconfigge il Kraken, ma viene fermato da Jinbe a cui si affianca Sanji. Hyozo, nel frattempo, subisce, come Hody, un'overdose da Energy Steroid cominciando ad attaccare a caso chi si trova di fronte. Quando sta per colpire Robin, Zoro si frappone parando il colpo, felice di avere trovato un avversario degno di essere un "riscaldamento per il Nuovo Mondo". Sopra l'isola, intanto, Hody si prende gioco di Rufy sostenendo che non potrà proteggere nulla, ma il ragazzo gli risponde di essersi allenato questi due anni per poter proteggere tutto quello a cui tiene. |                   |                  |
| 561 | Corsa contro il tempo 「大乱戦! 一味VS新魚人海賊団!」 - Dai-ransen! Ichimi VS Shin gyojin kaizoku-dan! – "Una grande mischia! La ciurma contro i Nuovi pirati uomini-pesce!" | 26 agosto 2012    | 30 maggio 2014   |
| 561 | A piazza Gyoncorde, Nami viene presa di mira da Zeo e Ikaros, ma intervengono, in suo soccorso, Brook e Franky che iniziano ad affrontare i due uomini-pesce. Intanto, unendo le loro forze, Usop e Chopper snidano dalle gallerie Daruma. Questi viene, quindi, affrontato da Usop mentre Chopper si occupa di Sbam. Sopra l'isola, nel frattempo, Ryuuboshi e Manboshi intuiscono il piano di Hody e cercano di avvertire la sorella. Hody tenta di impedirglielo, ma Shirahoshi sente, infine, la loro voce e inizia a far spostare l'arca da sopra l'isola. L'uomo-pesce cerca, a questo punto, di fermarla, ostacolato da Rufy e i fratelli tritoni, ma, quando il pericolo sembra ormai scampato, Decken, nel tentativo di lanciare un'ascia ad Hody, batte la testa e perde i sensi. Tra la soddisfazione dell'uomo-pesce e il terrore degli altri, l'arca comincia a precipitare sull'isola. |                   |                  |
| 562 | Distruzione imminente 「ルフィ敗北!? ホーディ復讐の時」 - Rufi haiboku!? Hōdi fukushū no toki – "Rufy viene sconfitto!? Il momento della vendetta di Hody" | 2 settembre 2012  | 1º giugno 2014   |
| 562 | Rufy dice di voler distruggere l'arca per impedire che devasti l'isola, ma Fukaboshi gli chiede di non farlo. Shirahoshi si precipita verso l'arca per cercare di fermarla ed Hody ne approfitta per cercare di ucciderla. Manboshi si frappone proteggendo la sorella e, quando Hody cerca di colpirla nuovamente, Rufy cerca di fermarlo: l'uomo pesce lo morde violentemente sulla spalla e lui di risposta lo colpisce scagliandolo sull'arca. Quando cerca di avvicinarsi per portare lì lo scontro, l'uomo-pesce intuisce le sue intenzioni e distrugge la bolla che racchiude l'arca facendo uscire l'aria. Nuovamente in difficoltà per essere sott'acqua, Rufy viene salvato da Fukaboshi che lo spinge via e chiede, furente, ad Hody che cosa gli abbiano fatto gli umani per provare un simile rancore. Il principe rimane scioccato alla risposta dell'uomo-pesce che ne approfitta per colpirlo e scagliarlo lontano. Shirahoshi, su indicazioni del fratello, porta Rufy vicino all'arca. Cappello di Paglia riceve una comunicazione dal serbatoio d'aria dell'isola dove alcuni soldati sono pronti a scagliare una gigantesca bolla d'aria sull'arca per dargli modo di combattere contro Hody secondo il piano escogitato da Fukaboshi in precedenza. Mentre l'uomo-pesce si appresta ad attaccarli, Rufy riceve una comunicazione dal principe stesso che gli dice di avere scoperto la vera natura di Hody. |                   |                  |
| 563 | Una rivelazione scioccante 「衝撃の事実! ホーディの正体!」 - Shōgeki no jijitsu! Hōdi no shōtai! – "La scioccante verità! La vera identità di Hody!" | 9 settembre 2012  | 2 giugno 2014    |
| 563 | Prima che l'arca cominci a precipitare, mentre nella piazza continuano i combattimenti, il Ministro della Destra giunge sul luogo con i soldati superstiti e si fa spiegare cosa sta accadendo, quindi, ordina ai suoi uomini di aiutare i pirati di Cappello di Paglia. Jinbe chiede a Robin di liberare gli schiavi umani poiché non sopporta di vedere degli uomini-pesce comportarsi come i Draghi Celesti. Robin, con i suoi poteri, esegue facilmente il compito, quindi, sconfigge facilmente Hammond mostrando di saper far germogliare il suo intero corpo. Gli schiavi liberati, intanto, iniziano a combattere i loro schiavisti. Su indicazione del Ministro della Sinistra, giunto da Nettuno, i soldati nel serbatoio d'aria allarmano tutta l'isola sul fatto che l'arca sta precipitando attraverso un lumacofono globale. Il Ministro della Destra, prima di unirsi ai combattimenti, chiede a tutti i cittadini presenti sopra la piazza di fuggire, ma loro decidono di rimanere per dimostrare il loro supporto a chi sta proteggendo l'isola. Su tutta l'isola viene trasmessa anche la successiva conversazione con Rufy riguardo alla bolla d'aria, poi quella con Fukaboshi. Il principe rivela che Hody e i suoi alleati sono dei mostri creati dal rancore verso gli umani, che non cercano la pace, ma solo il sangue. L'uomo-pesce, infatti, gli ha detto che gli umani non gli hanno fatto niente. |                   |                  |
| 564 | Ricominciare da zero 「ゼロに! ルフィへの熱き願い!」 - Zero ni! Rufi e no atsuki negai! – "A zero! L'intensa supplica a Rufy!" | 16 settembre 2012 | 7 febbraio 2018  |
| 564 | In un flashback vengono mostrati gli eventi che hanno portato Hody e i suoi alleati a diventare i mostri che sono ora, in particolare l'influenza negativa di Arlong. Al presente, Fukaboshi si dispera per non essersi accorto di quello che stava accadendo nel distretto degli uomini-pesce realizzando, così, le peggiori paure di Shirahoshi che, a suo dire, è stata uccisa dal rancore stesso dell'isola. Chiede, quindi, a Rufy di cancellare questo passato e i suoi fantasmi facendo ripartire l'isola da zero. Mentre la gigantesca bolla d'aria preparata viene lanciata dal serbatoio d'aria e avvolge l'arca, Rufy lo rassicura dicendo che ci penserà lui, quindi, chiede a Shirahoshi di allontanarsi per evitare che venga ferita dall'imminente scontro con Hody. In piazza, intanto, Chopper sfodera il suo nuovo Heavy Point che, oramai, non sembra più nemmeno una forma umana sostenendo che non gli interessa più diventare umano per avere amici perché già lì ha e vuole, quindi, essere un mostro per aiutare Rufy. |                   |                  |
| 565 | Una nuova mossa 「ルフィ渾身の一撃! 火拳銃炸裂」 - Rufi konshin no ichigeki! Reddo Hōku sakuretsu – "Il colpo di Rufy con tutte le sue forze! L'esplosione Red Hawk" | 23 settembre 2012 | 7 febbraio 2018  |
| 565 | Brook si scontra con Zeo attaccandolo con la nuova spada donatagli dalla tribù Braccialunghe, l'Anima Solida, con proprietà congelanti. Zeo risponde con l'uso del mimetismo e di una catena con cui decapita Brook, ma questo dimostra di poterla riattaccare usando la sua anima. Intanto, Rufy, sfoderando una nuova tecnica del Gear Second combinato con l'Ambizione Busou-shoku, il Red Hawk, colpisce ancora una volta Hody scaraventandolo sull'arca. Quando gli altri uomini-pesce cominciano a temere la sconfitta e la morte per la caduta dell'arca, Zeo comincia ad attaccare i disertori sostenendo che anche la morte è una vendetta; Brook si frappone adirato sostenendo che sta parlando di fandonie perché non sa cosa sia veramente la morte. Usop, scontrandosi con Daruma, gli dice che lo batterà in tre mosse mentre Chopper, ingerendo una sola Rumble Ball, si dimostra capace di controllare il Monster Point. Sanji e Jinbe si dicono pronti a mettere fuori gioco definitivamente Wadatsumi mentre Zoro si allontana da Hyozo dopo avergli distrutto le spade; il polpo, però, si prepara ad attaccarlo alle spalle con i suoi tentacoli velenosi. Rufy raggiunge l'arca mentre Hody ingerisce un'altra massiccia dose di Energy Steroid e si rialza. |                   |                  |
| 566 | La battaglia decisiva contro Hody 「ついに決着! ホーディ最終決戦」 - Tsui ni ketchaku! Hōdi saishū kessen – "Conclusione finale! La battaglia decisiva contro Hody" | 30 settembre 2012 | 7 febbraio 2018  |
| 566 | Rufy ed Hody continuano il loro combattimento sulla Noah. Hody dimostra una resistenza e una forza che sembrano inesauribili e pare mettere in difficoltà Rufy. Quest'ultimo, però, utilizzando l'Ambizione combinata con il Gear Third, colpisce l'avversario con l'Elephant Gatling mettendolo definitivamente al tappeto. Nella piazza, intanto, Jinbe e il resto della ciurma, sfoderando nuove potenti tecniche, sconfiggono con relativa facilità tutti gli ufficiali di Hody e Wadatsumi. Rufy, nel frattempo, continua a colpire l'arca con l'Elephant Gatling per distruggerla e porre fine al suo precipitare verso l'isola. |                   |                  |
| 567 | Fermati Noah! 「止まれノア! 決死の象銃乱打!」 - Tomare Noa! Kesshi no Erefanto Gatoringu! – "Fermati, Noah! L'Elephant Gatling della disperazione!" | 7 ottobre 2012    | 7 febbraio 2018  |
| 567 | Mentre sull'isola, con la sconfitta degli ufficiali di Hody e la fuga degli altri pirati, la battaglia è ormai vinta, Rufy continua a colpire, con l'Elephant Gatling, l'arca per distruggerla. Molti abitanti decidono di riporre la loro fiducia in lui e di non scappare dall'isola poiché alcuni, analizzando le sue gesta, ricordano come Barbabianca, venti anni prima, si fosse messo a difesa dell'isola in nome della sua amicizia con Nettuno. Quando l'arca è ormai in prossimità dell'isola, Shirahoshi richiama involontariamente i Re del Mare che fermano la Noah, senza bisogno che Rufy la distrugga completamente. Il ragazzo, tirato un sospiro di sollievo, sviene per le ferite riportate mentre i Re del Mare spiegano a Shirahoshi il suo potere. |                   |                  |
| 568 | Verso un nuovo futuro. La strada che porta al sole 「未来へ! タイヨウへと続く道!」 - Mirai e! Taiyō e to tsuzuku michi! – "Verso il futuro! La strada verso il Sole!" | 14 ottobre 2012   | 8 febbraio 2018  |
| 568 | I Re del Mare spiegano a Shirahoshi che, sin dal giorno in cui è nata, sapevano che sarebbe stata la loro regina: le creature le spiegano, inoltre, che, solo ogni qualche secolo, nasce una sirena con questo potere e che la Noah fu progettata proprio per essere trasportata dai Re del Mare. Dopo che Shirahoshi si dirige a salvare Rufy, ancora svenuto dopo lo scontro con Hody, i Re del Mare si ricordano che solo un altro uomo prima del ragazzo di gomma si dimostrò capace di sentire la loro voce, Roger, e adagiano la Noah fuori dalla Foresta Marina sperando che possa essere riparata prima di un particolare evento. Nel frattempo, le guardie del palazzo comunicano che i tesori della famiglia reale sono stati trafugati, ma che le sirene credute rapite dalla ciurma di Cappello di Paglia sono state ritrovate sane e salve scagionando Rufy. Re Nettuno ordina che venga immediatamente diffusa la notizia dell'innocenza della ciurma mentre, nel frattempo, i prìncipi catturano Hody e Vander Decken, così come gli altri membri dei Nuovi pirati uomini-pesce. Shirahoshi porta Rufy in piazza: Chopper afferma che il capitano ha un assoluto bisogno di sangue e, sebbene diversi abitanti abbiano lo stesso gruppo sanguigno di Rufy, a causa della legge anti-trasfusioni, esitano. Jinbe, grato alla ciurma, si offre come donatore: non appena Rufy si risveglia, chiede all'uomo-pesce di unirsi alla sua ciurma. |                   |                  |
| 569 | Il segreto rivelato - La verità sull'Arma Ancestrale 「明かされた秘密 古代兵器の真実」 - Akasareta himitsu - Kodai Heiki no shinjitsu – "Il segreto viene rivelato - La verità sull'Arma Ancestrale" | 21 ottobre 2012   | 8 febbraio 2018  |
| 569 | Nettuno decide di liberare gli schiavi umani di Hody, i quali si dirigono subito verso il Nuovo Mondo, e di prendere, alle sue dipendenze nell'esercito, gli uomini-pesce arruolati dal pirata chiudendo il distretto degli uomini-pesce. Vander Decken, Hody e i suoi ufficiali vengono rinchiusi nelle celle reali mentre Wadatsumi viene bandito dall'isola poiché, date le sue dimensioni, non può essere incarcerato. Jinbe, intanto, rifiuta la proposta di Rufy poiché dice di avere un compito da portare a termine, ma che, se in futuro lo vorranno ancora come compagno, sarà ben felice di unirsi a loro. A palazzo viene indetto un grandioso banchetto in onore della ciurma, cui partecipano anche Jinbe, Kayme, Pappagu ed Hacchan, nonché le sirene appena liberate. Durante la festa, Nico Robin prende da parte re Nettuno per chiedergli dei chiarimenti sul Poignee Griffe della Foresta Marina: spiegandole la storia legata al reperto, Nico Robin e il sovrano giungono alla conclusione che Shirahoshi è l'arma ancestrale indicata dal Poignee Griffe di Skypiea, Poseidon. |                   |                  |
| 570 | Il nuovo grand'ammiraglio della Marina 「一味驚愕! 新たなる海軍元帥!」 - Ichimi kyōgaku! Aratanaru Kaigun Gensui! – "Lo stupore della ciurma! Il nuovo grand'ammiraglio della Marina!" | 28 ottobre 2012   | 8 febbraio 2018  |
| 570 | Mentre Nettuno e Robin continuano a parlare del potere di Shirahoshi, Caribou origlia la loro conversazione e decide di rapire la principessa sirena. Al banchetto, nel frattempo, Jinbe parla alla ciurma dei cambiamenti mondiali avvenuti nei due anni: Aokiji e Akainu si scontrarono per il posto di grand'ammiraglio, lasciato vacante dalle dimissioni di Sengoku, per dieci giorni; alla fine, fu Akainu a spuntarla e, dopo avere preso possesso della carica, spostò il quartier generale della Marina al posto del G-1 mentre Aokiji, non volendo sottostare ad Akainu, lasciò la Marina. Inoltre, con la morte di Barbabianca, Teach e la sua ciurma conquistarono molti dei territori del leggendario pirata nel Nuovo Mondo e si dice siano a caccia dei poteri dei frutti del diavolo per sottrarli ai loro possessori. Rufy, Sanji e Zoro, accortisi della presenza di Caribou, vanno nella torre della principessa e lo cacciano. Re Nettuno afferma che, se li desiderano, possono tenersi i tesori rubati dal pirata e, per questo, Nami invia i tre a recuperarli. Successivamente, il re, i prìncipi e i ministri vengono chiamati alle prigioni: i membri dei Nuovi pirati uomini-pesce, a causa degli effetti collaterali degli Energy Steroid, sono diventati improvvisamente anziani. Nel frattempo, arrivano, sull'isola, il Barone Tamago e Pekoms, membri della ciurma di Big Mom, uno dei quattro imperatori, per riscuotere i dolci richiesti dall'imperatrice come prezzo per la sua protezione, ma il Ministro della Sinistra afferma che non hanno più un singolo dolce con cui pagare. |                   |                  |
| 571 | La piratessa dei quattro Imperatori 「お菓子好き! 四皇ビッグマム」 - Okashi-zuki! Yonkō Biggu Mamu – "L'amante dei dolci! L'imperatrice Big Mom" | 4 novembre 2012   | 8 febbraio 2018  |
| 571 | Rufy, Sanji e Zoro recuperano i tesori di Caribou che si trova ancora svenuto vicino alla fabbrica di dolciumi dell'isola. I tre pirati si dirigono alla fabbrica proprio mentre il Ministro della Sinistra sta contrattando con Pekoms e il Barone Tamago per avere più tempo per preparare i dolci di Big Mom. Nello stesso momento, nella sua base nel Nuovo Mondo, Big Mom riceve la notizia da un altro suo subalterno che l'isola degli uomini-pesce non può pagarla e chiama Pekoms e Tamago con un lumacofono. Rufy risponde alla chiamata addossandosi la responsabilità di avere mangiato i dolci di Big Mom e le offre in cambio i tesori appena recuperati. L'imperatrice rifiuta seccamente l'offerta; impressionata, però, dal coraggio del giovane pirata, nel quale riconosce il nipote di Garp, lo sfida ad entrare nel Nuovo Mondo. Rufy, per tutta risposta, dice che la sconfiggerà e prenderà il suo posto come protettore dell'isola. |                   |                  |
| 572 | La trappola nel Nuovo Mondo 「前途多難 新世界に待ち受ける罠」 - Zento tanan - Shin Sekai ni machiukeru wana – "Prospettive difficili - Una trappola che attende nel Nuovo Mondo" | 11 novembre 2012  | 9 febbraio 2018  |
| 572 | Jinbe, parlando con Nettuno, rivela che i pirati del Sole sono attualmente sottoposti di Big Mom, ma che intende tagliare i ponti con l'imperatrice. Entrambi, fiduciosi in Rufy, sono concordi nel poter affidarsi a lui per la sopravvivenza dell'isola. Il Ministro della Destra informa Nettuno di essersi ricordato di avere piazzato delle bombe tra i tesori rubati, ma, quando Rufy torna a palazzo, scoprono che li ha ceduti a Big Mom. Caribou, intanto, si riprende e si accorge di non avere più alcun tesoro con sé: dopo averli trovati in possesso di Pekoms e Tamago, tenta di sottrarglieli, ma viene sconfitto da un solo pugno del visone. La ciurma di Rufy, dopo avere saputo del litigio del capitano con Big Mom, si dirige alla Sunny per partire. Nel frattempo, nel Nuovo Mondo, Tashigi, promossa a capitano di vascello, e Smoker, ora vice ammiraglio del G-5, si occupano dei pirati appena scappati dall'isola degli uomini-pesce, in attesa della ciurma di Cappello di Paglia. |                   |                  |
| 573 | Nuovo Mondo arriviamo! 「ついに出航! さよなら魚人島」 - Tsui ni shukkō! Sayonara gyojin-tō – "Finalmente si salpa! Addio, isola degli uomini-pesce" | 18 novembre 2012  | 9 febbraio 2018  |
| 573 | Madame Shirley spiega a Kayme di avere rotto la sua sfera di cristallo poiché ancora turbata dalla sua previsione su Rufy e che le dispiace di avere dubitato di lui e della sua ciurma. Intanto, i pirati, ormai pronti a partire per il Nuovo Mondo grazie ai suggerimenti di Den a Franky e al nuovo Log Pose donato a Nami dal Ministro della Sinistra, ricevono il saluto e la gratitudine di tutta l'isola. Shirahoshi, affezionatasi a Rufy, si fa promettere che, un giorno, la ciurma la porterà a visitare una foresta della superficie mentre lei si impegnerà a crescere e a maturare. La ciurma, salutata l'intera popolazione e ripetutasi i rispettivi obiettivi personali, lascia l'isola degli uomini-pesce per il Nuovo Mondo che Rufy è impaziente di raggiungere per poter rivedere Shanks. |                   |                  |
| 574 | Verso il Nuovo Mondo 「新世界へ! 最強の海をめざして」 - Shin Sekai e! Saikyō no umi o mezashite – "Verso il Nuovo Mondo! Occhi sul mare più forte" | 25 novembre 2012  | 9 febbraio 2018  |
| 574 | La ciurma è ripartita per il Nuovo Mondo. Inizialmente, la navigazione sottomarina procede senza problemi finché Rufy e Usop, nel tentativo di catturare un pesce per mangiarlo, non fanno incappare la nave in una potentissima corrente chiamata Whitestrom. Dopo alcuni attimi di panico, la ciurma si accorge di essere uscita dalla corrente grazie all'aiuto di un gruppo di balene identiche a Lovoon; Brook, dopo avere inizialmente confuso una balena con delle cicatrici simili a quelle del suo amico cetaceo proprio con questo, comincia a cantare "Il liquore di Binks" allietando sia la ciurma che gli animali, i quali scortano la nave fino all'emersione. Una volta risalita in superficie ed entrata nel Nuovo Mondo, la ciurma incappa in un tempo pessimo e in alcune navi della Marina. |                   |                  |
| 575 | - Saga dell'ambizione di Z - La piccola gigante Lily 「Zの野望編 小さな巨人リリー!」 - Zetto no yabō hen - Chiisana kyojin Rirī! – "Saga dell'ambizione di Z - La piccola gigante Lily!" | 2 dicembre 2012   | 9 febbraio 2018  |
| 575 | Le navi della Marina si rivelano un miraggio causato dalle avverse condizioni atmosferiche del mare di Maubeugemour in cui la ciurma è capitata. Dopo essere sopravvissuta ai numerosi pericoli del tratto di mare, la ciurma di Cappello di Paglia scopre un minuscolo essere a bordo che ha divorato le loro scorte di cibo. L'essere si rivela essere Lily, una graziosa gigantessa che ha mangiato il frutto Mini Mini, che le permette di aumentare e diminuire le sue dimensioni. Lily è alla ricerca di suo padre, il noto cuoco pirata Panz Fry, catturato dalla Marina e che sta per essere condotto a Impel Down. Nel frattempo, Ain, il braccio destro di Z, contatta il suo compare Shuzo ordinandogli di tornare a rapporto. L'uomo rifiuta l'ordine sostenendo di voler attaccare la Marina e sbarazzarsi di Panz Fry per guadagnarsi la stima di Z. Intanto, la ciurma di Cappello di Paglia decide di aiutare Lily a salvare suo padre e si prepara ad attaccare le navi della Marina in arrivo. |                   |                  |
| 576 | - Saga dell'ambizione di Z - Il misterioso corpo della Neomarina 「Zの野望編 謎の最強軍団登場!」 - Zetto no yabō hen - Nazo no saikyō gundan tōjō! – "Saga dell'ambizione di Z - Appare il misterioso corpo d'armata più forte!" | 9 dicembre 2012   | 10 febbraio 2018 |
| 576 | Nami mette a punto una strategia per salvare Fry, con Rufy che dovrebbe occuparsi, insieme a Robin, Chopper e Brook, di distrarre la Marina. Il capitano, però, ansioso di combattere, si unisce a Usop, Zoro, Sanji e Lily che, sullo Shark Submerge, raggiungono la grande zattera che trasporta Panz Fry. Zoro e Sanji liberano il prigioniero, ma il vice ammiraglio Momonga interviene per fermarli. Subito dopo, Shuzo attacca, con i suoi uomini, sia la Marina che i pirati scaraventando Rufy in acqua. Mentre Zoro si tuffa per salvarlo, alle domande di Momonga sul perché stia facendo tutto questo, Shuzo proclama il credo della Neo Marina, costituitasi per sterminare i pirati del Nuovo Mondo, sotto la guida di Z. Lily si trasforma in un gigante per attaccare Shuzo venendo, però, salvata da Sanji che para l'attacco diretto a lei. Momonga interviene, riluttante a combattere a fianco di un pirata, ma deciso a fermare Shuzo. Anche Rufy, riemerso con Zoro, si prepara a fronteggiare il nemico comune. |                   |                  |
| 577 | - Saga dell'ambizione di Z - Un grandioso piano di fuga 「Zの野望編 決死の大脱出作戦!」 - Zetto no yabō hen - Kesshi no dai dasshutsu sakusen! – "Saga dell'ambizione di Z - Una disperata strategia per la grande fuga!" | 16 dicembre 2012  | 10 febbraio 2018 |
| 577 | Rufy e Zoro iniziano a combattere rispettivamente contro Shuzo e Momonga mentre Sanji tiene a bada gli uomini della Neo Marina. Nami, intanto, si rende conto che sta per arrivare la Thrust Up Stream, una corrente simile alla Knock Up Stream, ma di dimensioni più ridotte, anche se ugualmente capace di distruggere una nave da guerra. Ordina, quindi, a Usop, Robin, Chopper e Brook di tornare a bordo della Sunny. Mentre la corrente comincia a distruggere le navi da guerra, Nami sfrutta la corrente e il Coup de Burst per far allontanare dalla zona la Sunny trascinandosi dietro ciò che rimane della zattera con Fry, Lily, Rufy, Zoro e Sanji. Shuzo, dopo essersi apparentemente sbarazzato dei marine sopravvissuti, insegue la Sunny, rifugiatasi vicino a degli scogli, e si prepara ad attaccarla. |                   |                  |
| 578 | - Saga dell'ambizione di Z - Rubber contro Shuzo 「Zの野望編 ルフィVSシューゾ!」 - Zetto no yabō hen - Rufi VS Shūzo! – "Saga dell'ambizione di Z - Rufy contro Shuzo!" | 23 dicembre 2012  | 10 febbraio 2018 |
| 578 | Gli uomini della Neo Marina cominciano a lanciare i loro minisottomarini compiendo attacchi kamikaze contro Rufy e gli altri che, però, riescono a respingerli. Fry e Lily attaccano una dopo l'altro Shuzo, ma vengono facilmente sconfitti. Anche Rufy, intervenuto per combatterlo, viene messo al tappeto. Lily chiede a Usop di lanciarla dentro la bocca di Shuzo, così che possa ingrandirsi e farlo esplodere, ma il membro della Neo Marina intuisce lo stratagemma e la fa finire dentro Rufy. Lily, però, si ingrandisce dentro il suo corpo e il ragazzo di gomma si gonfia fino a diventare un gigante. Utilizzando la nuova forza acquisita e la velocità del Gear Second, Rufy sconfigge facilmente Shuzo. Lui e i suoi uomini vengono legati e la ciurma si allontana. Momonga giunge poco dopo sul luogo, prende in custodia Shuzo per mandarlo a Impel Down, così che possa essere giudicato secondo la giustizia della Marina. La ciurma di Cappello di Paglia, intanto, dopo avere finalmente gustato i piatti di Panz Fry, si separa da lui e da Lily. Nel frattempo, Z apprende dai giornali l'imprigionamento di Shuzo, ma non si dimostra preoccupato poiché sicuro che non rivelerà nulla dei suoi piani. |                   |                  |

## One Piece Log: Fish-Man Island Saga
One Piece Log: Fish-Man Island Saga è una riedizione dell'arco narrativo dell'isola degli uomini pesce con animazioni rivedute, trasmesso in Giappone dal 3 novembre 2024 fino ad aprile 2025 in sostituzione alla saga di Egghead, andata momentaneamente in pausa in tale periodo. Rispetto alla versione originale ha un numero di episodi più condensato che arriva a un totale di 21.

### Episodi
Questa lista è suscettibile di variazioni e potrebbe essere incompleta o non aggiornata.

| Nº | Titolo italiano Giapponese 「Kanji」 - Rōmaji | In onda          | In onda |
| Nº | Titolo italiano Giapponese 「Kanji」 - Rōmaji | Giapponese       |         |
| 1  | Si riparte! La ciurma di Cappello di paglia si raduna! 「再出発！集う麦わらの一味！」 - Sai Shuppatsu! Tsudou Mugiwara no Ichimi! | 3 novembre 2024  |         |
| 1  | Due anni dopo la guerra di Marineford, i pirati di Cappello di paglia pianificano di riunirsi dopo l'addestramento. Rufy lascia Ruskaina e si dirige verso l'arcipelago Sabaody. Nami incontra un gruppo di impostori che affermano di essere i pirati di Cappello di paglia, guidati da un falso Rufy che la minaccia. In quel momento, tuttavia, giunge Usop che salva Nami e fugge con lei. Chopper segue inconsapevolmente i falsi Zoro, Sanji e Robin. Gli impostori si rendono conto che Chopper è quello vero e decidono di portarlo con loro, ma poco dopo, la falsa Robin viene rapita da alcuni uomini. I marine si dirigono a Sabaody dopo essere venuti a conoscenza della presenza dei pirati di Cappello di Paglia sull'arcipelago, con Sentomaru che ci va di persona. Rufy, intanto camuffato, s'imbatte nei falsi pirati di Cappello di paglia, che non accorgendosi di lui, lo sfidano: Rufy li sconfigge facilmente usando l'ambizione del re conquistatore. Robin si riunisce con Franky sulla Thousand Sunny e, nel frattempo, Sanji assiste rivede Zoro. Quest'ultimo taglia a metà una nave pirata dopo che ci era salito accidentalmente a bordo. |                  |         |
| 2  | Si salpa! L'alba dell'avventura verso il Nuovo Mondo 「出航！新世界への冒険の夜明け」 - Shukkō! Shin Sekai e no Bōken no Yoake | 10 novembre 2024 |         |
| 2  | Chopper ritrova i veri Usop e Nami che gli raccontano della falsa ciurma di Cappello di paglia: i tre si dirigono verso la Sunny, dove dicono Franky e Robin. Nel frattempo, Brook suona il suo ultimo concerto dopo essere stato scoperto dalla Marina come membro dei pirati di Cappello di paglia. Rufy, intanto, s'imbatte nei finti Zoro e Sanji e li scambia per quelli veri. Viene portato davanti al falso Rufy che, intanto, ha radunato centinaia di pirati fortissimi per creare una ciurma di valorosi guerrieri sotto falso nome. I marine attaccano questi pirati e scoprono che la ciurma è falsa, ma trovano anche il vero Rufy, il quale riesce a sconfiggere facilmente dei pacifista, dopo aver ritrovato i veri Zoro e Sanji. Prima di andare via, Rufy incontra Rayleigh e lo saluta un'ultima volta, promettendogli che diventerà il re dei pirati. |                  |         |
| 3  | Una rivelazione scioccante - Orso, il gran benefattore 「驚愕の真実 大恩人くま」 - Kyōgaku no Shinjitsu - Dai Onjin Kuma | 17 novembre 2024 |         |
| 3  | Rayleigh ferma i marine che stavano inseguendo Rufy, Zoro e Sanji. Brook arriva alla Sunny e Chopper fa altrettanto dopo avere recuperato Rufy, Zoro e Sanji con l'aiuto dell'uccello gigante suo amico. Proprio quando la ciurma finalmente si riunisce, la Thousand Sunny viene attaccata da due navi della Marina che vengono però fermate da Hancock, che posiziona la sua nave sulla traiettoria di tiro. Franky inizia a preparare la nave per l'immersione e, dopo un breve discorso di ringraziamento di Rufy, la ciurma parte alla volta dell'isola degli uomini pesce. All'arcipelago Sabaody, Caribou ordina di seppellire vivi i pirati della finta ciurma di Rufy e parte all'inseguimento di quelli veri. Nami spiega ai suoi compagni il funzionamento della bolla che riveste la Sunny e Franky racconta che, dopo la sconfitta di Hacchan e Duval è stato Orso, che appartiene all'Armata rivoluzionaria, a proteggere la nave. Franky rivela inoltre che due anni prima Orso ha mandato volutamente via dall'arcipelago i membri della ciurma per salvarli, spedendoli in luoghi adatti allo specifico allenamento. Successivamente ha accettato che gli venisse annullata la personalità facendosi, però, programmare per un'ultima missione: proteggere la Thousand Sunny fino al ritorno della ciurma. Durante la discesa Usop si accorge che la nave di Caribou li sta seguendo e, poco dopo, questa sperona la Sunny.                                    |                  |         |
| 4  | Avventura negli abissi! Si avvicina una minaccia dal fondale 「深海の冒険！迫りくる海底の脅威」 - Shinkai no Bōken! Semari Kuru Kaitei no Kyōi | 24 novembre 2024 |         |
| 4  | Caribou sale sulla Sunny e minaccia la ciurma di Cappello di Paglia. Tuttavia, la nave di Caribou viene trascinata via dalla mucca marina che la traina, in quanto l'animale faceva parte della ciurma di Arlong e si spaventa alla vista di Luffy. Caribou viene quindi legato da Franky e messo a tacere. Nel frattempo, i Cappello di Paglia si godono la vista, ma un gigantesco kraken cerca di attaccarli. Il kraken distrugge la nave di Caribou, giunta per salvare il proprio capitano lasciato da solo. Luffy decide così di addomesticare il kraken e, lui, Sanji e Zoro, escono dalla bolla protettiva della nave, nuotando nell'oceano dentro bolle più piccole. Riescono così ad attaccare il kraken e a sconfiggerlo, ma la corrente Marina discensionale, trascina i tre e anche la Sunny verso gli abissi. |                  |         |
| 5  | Eruzione vulcanica sottomarina! Tutta la ciurma è in gran subbuglio 「海底火山噴火！麦わらの一味大混乱」 - Kaitei Kazan Funka! Mugiwara no Ichimi Dai Konran | 1º dicembre 2024 |         |
| 5  | I pirati di Cappello di Paglia continuano il loro viaggio verso l'isola degli uomini-pesce alla ricerca di Rufy, Zoro e Sanji. L'equipaggio entra in una regione vulcanica e incontra una rana pescatrice che gli attacca ma viene fermata da un gigante marino di nome Wadatsumi. La ciurma adocchia l'Olandese Volante e il suo capitano, Vander Decken, che ordina a Wadatsumi e alla rana pescatrice di attaccare i Pirati di Cappello di Paglia. Tuttavia, Rufy, Zoro e Sanji, accompagnati da Surume, il Kraken, vengono in soccorso dell'equipaggio. Mentre un vulcano erutta, la ciurma scappa e scende ulteriormente negli abissi, raggiungendo l'ingresso dell'isola degli uomini-pesce. Prima di entrare nella nuova meta, tuttavia, l'equipaggio viene messo all'angolo da sei enormi mostri marini, guidati da Hammond dei Nuovi Pirati uomini-pesce. Hammond esige la loro fedeltà, che Rufy rifiuta. Senza possibilità di reagire, l'equipaggio si prepara per un ultimo Coup de Burst. |                  |         |
| 6  | Il paradiso delle sirene! L'agognato arrivo sull'Isola degli Uomini-pesce 「人魚達の楽園！ついに魚人島上陸」 - Ningyo-tachi no Rakuen! Tsuini Gyojintō Jōriku | 8 dicembre 2024  |         |
| 6  | Dopo aver rifiutato l'offerta di Hammond, i Pirati di Cappello di Paglia usano un ultimo Coup de Burst per scappare, facendo sì che la Thousand Sunny entri nell'isola degli uomini-pesce. L'equipaggio si separa nello scompiglio: Rufy, Usop, Sanji e Chopper si svegliano a casa di Camie e scoprono da lei che Jinbe si è dimesso dalla flotta dei sette. Successivamente, mentre si rilassano con le sirene, i fratelli Nettuno, i principi del Regno di Ryugu, arrivano per cercare i Pirati di Cappello di Paglia, che vengono nascosti a causa della loro entrata illegale nell'isola. Sanji, eccitato dalla bellezza delle sirene, soffre di un'emorragia nasale e necessita di una trasfusione di sangue. Hammond si rifiuta di donare a causa di una legge che proibisce la condivisione di sangue tra umani e uomini-pesce. Rufy si scontra con Hammond e lo sconfigge, nonostante quest'ultimo lo avveleni. Camie porta l'equipaggio in città per trovare un donatore. Uno dei principi, Fukaboshi, rivela che intendevano solo consegnare a Rufy un messaggio da Jinbe ma hanno perso l'occasione. |                  |         |
| 7  | Terrore dal fondale! Le aspirazioni di Hody 「海底の恐怖！ホーディの野望」 - Kaitei no Kyōfu! Hōdi no Yabō | 15 dicembre 2024 |         |
| 7  | Sanji si sveglia dopo aver ricevuto una trasfusione di sangue da due trasformati. Chopper scopre che Rufy è sopravvissuto all'avvelenamento grazie all'immunità derivante dal suo precedente incontro con Magellan. Al Mermaid Café, il gruppo incontra Madam Shyarly, una cartomante che ha predetto molti avvenimenti come la guerra di Marineford e la morte di Barbabianca: dopo che la ciurma va via, prevede la distruzione dell'isola degli uomini-pesce da parte di Rufy. Il gruppo si riunisce con Brook e Pappagu, venendo a conoscenza di Vander Decken IX, che minaccia la Principessa Sirena. Camie rivela che l'isola degli uomini-pesce è sotto la protezione di Big Mom. Altrove, Hody Jones, capitano dei Nuovi Pirati uomini-pesce usa degli steroidi per aumentare la sua forza. Dopo essersi riuniti con Nami, i Pirati di Cappello di Paglia incontrano Re Nettuno, che li invita a Palazzo Ryugu. Nel frattempo, Hody sconfigge una ciurma di pirati vicina al suo quartiere e giura di reclamare sua l'isola degli uomini-pesce e mettere sotto il suo comando gli umani. |                  |         |
| 8  | Codarda e piagnucolona! Shirahoshi, la Principessa Sirena 「弱虫で泣き虫！人魚姫しらほし」 - Yowamushi de Nakimushi! Ningyo Hime Shirahoshi | 22 dicembre 2024 |         |
| 8  | Caribou rapisce delle sirene e i pirati di Cappello di paglia vengono accusati dagli uomini-pesce, influenzati anche dalla profezia di Madam Shyarly, la quale afferma che Rufy è la sua ciurma distruggeranno l'isola. Intanto, mentre Franky e Robin vanno a fare delle ricerche, il resto della ciurma si reca al palazzo reale, scortata dal re Nettuno. Giunti a palazzo, Rufy si separa dalla ciurma cercando del cibo, ma finisce nella stanza di Shirahoshi, la principessa sirena, figlia di Nettuno, nel quale arriva improvvisamente un'ascia volante che Rufy ferma con prontezza; Shirahoshi spiega a Rufy che è in quella stanza da dieci anni e che le asce sparate sono di Vander Decken, il quale, invaghito di lei, le ha inflitto una maledizione. Rufy convince la sirena a uscire da lì e le promette di proteggerla dagli attacchi nemici. Invece, Nami, Usop e Brook, accusati per via della profezia, sono alle prese con le guardie che riescono a respingere senza problemi e, quando Nettuno interviene nello scontro, appare Zoro, liberatosi dalle prigioni, che lo ferma. Intanto, sulla Noah, Decken si incontra con Hody e i due formano un patto per prendere il controllo dell'isola degli uomini pesce. |                  |         |
| 9  | Sequestro di sirena?! Rufy e Shirahoshi 「誘拐事件発生!?ルフィとしらほし」 - Yūkai Jiken Hassei!? Rufi to Shirahoshi | 29 dicembre 2024 |         |
| 9  | Al Palazzo Nami Usop, Brook e Zoro riescono a sconfiggere e a catturare le guardie e Nettuno. I principi tornano al palazzo e, attraverso l'interfono, parlano con Zoro. Quest'ultimo si accorda con Fukaboshi per il rilascio degli ostaggi e gli vengono comunicati i due messaggi di Jinbe per Rufy, cioè di non affrontare Hody ed aspettare lo stesso Jinbe alla Foresta Marina. Nel frattempo sulla torre cominciano ad abbattersi un gran numero di oggetti non identificati e Nettuno chiede ai Pirati di Rufy di andare a controllare che Shirahoshi stia bene. Brook si reca per primo e, raggiunta la torre, si rende conto che quelli lanciati sul palazzo sono in realtà pirati umani. In quel momento Rufy e Shirahoshi, nascosta dentro alla bocca dello squalo Megalo, escono dalla torre. Qualche ora prima, presso la Noah, Hacchan aveva cercato di dissuadere Hody e i suoi, ma era stato accoltellato e poi colpito con numerose frecce da Decken. Successivamente i pirati avevano messo in atto il loro piano ed usato i poteri di Decken per lanciare degli umani dentro il palazzo e farsi aprire il cancello. Alla collina dei coralli, dopo avere sconfitto le guardie, Sanji e Chopper trovano Hacchan gravemente ferito che li avverte dell'imminente attacco di Hody. Nel frattempo Rufy e Shirahoshi proseguono verso la foresta del mare dove si trova la tomba della regina Otohime, a cui Jinbe sta rendendo omaggio proprio in quel momento. |                  |         |
| 10 | Il raid ha inizio! Hody e Decken 「襲撃開始！ホーディとデッケン」 - Shūgeki Kaishi! Hōdi to Dekken | 5 gennaio 2025   |         |
| 11 | La confessione di Jinbe - La sconvolgente storia degli Uomini-pesce 「ジンベエの告白 魚人族の衝撃の歴史」 - Jinbē no Kokuhaku - Gyojin-zoku no Shōgeki no Rekishi | 12 gennaio 2025  |         |
| 12 | Il passato dell'Isola degli Uomini-pesce! Otohime e Tiger 「魚人島の過去！オトヒメとタイガー」 - Gyojintō no Kako! Otohime to Taigā | 19 gennaio 2025  |         |
| 13 | Il rimpianto di Tiger - Il futuro che Otohime immagina! 「タイガーの無念 オトヒメが描く未来!」 - Taigā no Munen - Otohime ga Kaku Mirai! | 26 gennaio 2025  |         |
| 14 | La tragedia di Otohime - La dichiarazione di guerra di Hody 「オトヒメの悲劇 ホーディの宣戦布告」 - Otohime no Higeki - Hōdi no Sensen Fukoku | 2 febbraio 2025  |         |
| 15 | L'incidente di Hody! Il contrattacco dei principi 「ホーディの異変！立ち向かう王子達」 - Hōdi no Ihen! Tachimukau Ōji-tachi | 9 febbraio 2025  |         |
| 16 | Il grido disperato di Shirahoshi! Rufy si lancia all'attacco! 「しらほし悲痛の叫び ルフィ出陣！」 - Shirahoshi Hitsū no Sakebi - Rufi Shutsujin! | 16 febbraio 2025 |         |
| 17 | Il grande scontro! I pirati di Cappello di Paglia contro diecimila avversari 「大乱戦！麦わらの一味VS10万の敵」 - Dai Ransen! Mugiwara no Ichimi tai Jū-man no Teki | 23 febbraio 2025 |         |
| 18 | L'Isola degli Uomini-pesce verso la distruzione! Noah, l'antica arca | 2 marzo 2025     |         |

## DVD

### Giappone
Gli episodi della quindicesima stagione di One Piece sono stati distribuiti in Giappone anche tramite DVD, quattro per disco, da dicembre 2012.
| N° | Data             | Dischi | Episodi      | Extra | Fonte  |
| -- | ---------------- | ------ | ------------ | ----- | ------ |
| 1  | 5 dicembre 2012  | 1      | 517-520      | /     | [ 4 ]  |
| 2  | 9 gennaio 2013   | 1      | 521-524      | /     | [ 5 ]  |
| 3  | 6 febbraio 2013  | 1      | 525-528      | /     | [ 6 ]  |
| 4  | 6 marzo 2013     | 1      | 529-532      | /     | [ 7 ]  |
| 5  | 3 aprile 2013    | 1      | 533-536      | /     | [ 8 ]  |
| 6  | 8 maggio 2013    | 1      | 537-540      | /     | [ 9 ]  |
| 7  | 5 giugno 2013    | 1      | 541, 543-545 | /     | [ 10 ] |
| 8  | 3 luglio 2013    | 1      | 546-549      | /     | [ 11 ] |
| 9  | 7 agosto 2013    | 1      | 550-553      | /     | [ 12 ] |
| 10 | 4 settembre 2013 | 1      | 554-557      | /     | [ 13 ] |
| 11 | 2 ottobre 2013   | 1      | 558-561      | /     | [ 14 ] |
| 12 | 6 novembre 2013  | 1      | 562-565      | /     | [ 15 ] |
| 13 | 4 dicembre 2013  | 1      | 566-569      | /     | [ 16 ] |
| 14 | 4 dicembre 2013  | 1      | 570-573      | /     | [ 18 ] |
| /  | 26 ottobre 2012  | 1      | 492, 542     | /     | [ 19 ] |
| /  | 24 maggio 2013   | 1      | 575-578      | /     | [ 20 ] |